# LINQ Media
LINQ Media is de streekomroep voor de twee gemeentes op het eiland Voorne-Putten: Nissewaard en Voorne aan Zee. De zender is begonnen met uitzenden op 1 januari 2016. LINQ verzorgt de nieuwsvoorziening voor de inwoners van het eiland door middel van televisie, radio en de online kanalen. LINQ Media opereert onder de vlag van Stichting Media Platform Voorne-Putten, die de zendmachtiging op 6 oktober 2015 verleend kreeg. De zender opereerde voor 2016 onder de namen 0181tv, Omroep Voorne en SMART RTV.

## Geschiedenis
Omroep Voorne is begonnen aan de Opzoomerlaan in Hellevoetsluis (tegenover de huidige studio) als de Hellevoetse Omroep Stichting (HOS). Later verhuisde de omroep naar een pand aan de Rijkstraatweg, van waaruit de uitzendingen tot 1990 werden verzorgd. In datzelfde jaar verhuisde de omroep naar gebouw "De Veste" in de Hellevoetse vesting, tegenover het gemeentehuis. Rond de eeuwwisseling is Radio Voorne opnieuw verhuisd en dit keer naar het "Kunstencentrum" aan de Opzoomerlaan, waar vroeger de oude mavo gevestigd was.
In 1991 maakte de omroep de overstap van de kabel naar de ether en werd de naam gewijzigd in Radio Voorne. Deze naamwijziging had te maken met het verzoek van de andere gemeenten op het eiland Voorne-Putten en van Rozenburg om ook voor deze gemeenten als lokale omroep te functioneren.
Op 1 januari 2016 is de omroep samengegaan met de lokale omroep van Spijkenisse, SMART RTV. SMART RTV heeft uitgezonden van juni 2004 tot en met eind december 2015. De radiozender is omgedoopt naar LINQRADIO en de tv-zender heet nu LINQTV.

## Kabel
In 1991 maakte de Hellevoetse omroep de overstap van de kabel naar de ether en werd de naam gewijzigd in Radio Voorne. De naamswijziging had te maken met het verzoek van de andere gemeenten op het eiland Voorne-Putten en van Rozenburg om ook voor deze gemeenten als lokale omroep te functioneren. Rozenburg behoort inmiddels niet meer tot het verzorgingsgebied door de fusie met Rotterdam.

## Radio
LINQ Media is 24 uur per dag te beluisteren op 105.1 & 106.9 FM op Voorne-Putten, en 105.9 FM op de kabel. 
Met vaste shows zoals Koffietijd, Op Volle Kracht en Weekend LINQ zorgt LINQ voor een divers muziekaanbod verspreid over de week.

## Televisie
LINQ Media is 24 uur per dag te zien op Ziggo kanaal 36, en op KPN op kanaal 1403. Hierop zijn videoreportages terug te vinden, samen met het nieuws van Voorne-Putten

## Online
Op de online kanalen plaatst LINQ Media het lokale nieuws, videoreportages en ook radiointerviews.

## Bron
- Besluit Commissariaat van de Media